# Château de Mont-de-Jeux
Le château de Mont-de-Jeux est un château situé à Saint-Lambert-et-Mont-de-Jeux, dans le département des Ardennes, en France. Il doit sa célébrité au maréchal de Schulemberg.

## Description
Il ne subsiste plus du château que des dépendances et la chapelle seigneuriale. La demeure disparue était apparentée par son style à la Place Ducale. Des dépendances, un portail est particulièrement remarquable, avec un passage voûté sur croisée d’ogives en briques, construit en 1857, et s’ouvrant de chaque côté par une arcade en plein cintre, entouré de colonnes géminées positionnées sur un socle décoratives. Ces doubles colonnes sont chacune surmontées d’un entablement  couronné par un pot à feu. Les claveaux sont appareillés en bossage.
La chapelle, placée de l'autre côté de la D.14 (rue André Dhôtel) est un petit édifice très simple aujourd’hui utilisée en sépulture par la famille d'Achon, héritière du domaine.

## Localisation
Le château est situé dans le département français des Ardennes, sur la commune de Saint-Lambert-et-Mont-de-Jeux, et plus précisément dans le hameau de Mont-de-Jeux à l'est, situé à l'est de la commune. Le site est sur une colline en hauteur de la vallée de l'Aisne. En face, de l'autre côté de la vallée, se trouve la commune de Rilly-sur-Aisne.

## Historique
Le château avait été bâti par le maréchal de Schulemberg, vers 1660. Il y mourut en mars 1671, sans enfant. Il a été vendu par ses neveux en 1767. Endommagé durant la Première Guerre mondiale, il a été complètement détruit par l'artillerie française en mai 1940 durant les combats dans les environs de Rethel.
L'édifice est inscrit au titre des monuments historiques en 1995.